# 血友病A
血友病A（けつゆうびょうA、英: hemophilia A、haemophilia A）は、血液凝固第VIII因子の遺伝的欠乏症であり、出血の増大が引き起こされる。ほとんどの場合、影響を受けるのは男性である。X染色体劣性遺伝する形質であるが、自然突然変異による症例も存在する。
血友病Aの出血の治療と予防には、第VIII因子製剤が利用される場合がある。

## 徴候と症状
血友病Aの症状という面では、内出血または外出血が挙げられる。血友病が重症であるほど出血も重度で高頻度となり、軽症の血友病患者では手術や重篤な外傷の後を除いて症状は軽微である。中等症の血友病の症状はさまざまであり、重症から軽症の間でスペクトラム状に出現する。

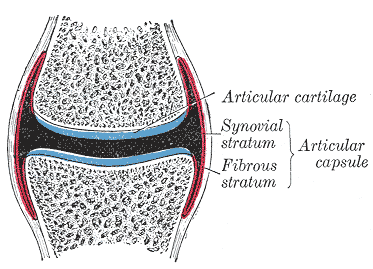
関節包

採血時の出血時間の延長は血友病に共通の初期徴候であり、こうした徴候によって血友病の血液検査が行われる場合がある。他の人々、特に中等症または軽症の血友病の場合では、外傷が最初の重篤な出血につながることがある。血友病では一般的外傷による出血時間延長のリスクが大幅に増大し、重症例では出血は明確な要因がなく自発的に生じる場合もある。出血は体内のどの部分でも生じる可能性があり、擦過傷や浅い裂傷による表面からの出血時間は延長し、フィブリンの欠乏のためかさぶたは容易に崩壊し、再出血が引き起こされる可能性がある。体表からの出血は煩わしいものであるが、次に挙げる部位での出血はより重篤なものとなる。
- 関節
- 筋肉
- 消化器
- 脳

筋肉と関節の出血（関節内出血）は血友病の指標（血友病性関節症）となり、消化管と脳の出血は他の血液凝固障害とも密接に関連している。一般的には命に関わるものではないが、関節内出血は血友病の最も重篤な症状の1つである。関節包への出血の繰り返しは恒久的な関節損傷や外観上の問題を引き起こし、慢性的な関節炎と機能障害につながる。関節の損傷は関節包への出血の結果ではなく、その治癒過程によるものである。関節内の血液が体内の酵素によって分解される際にその領域の骨も分解され、大きな痛みを引き起こす[要出典医学]。

### 合併症
治療上の問題の1つとして、頻繁な第VIII因子の注入によって第VIII因子に対する抗体が形成されることが挙げられる。患者の体内では自身の第VIII因子は産生されないため、体は注入された第VIII因子を外来性因子として認識し、抗体が形成される。血友病でかつ補充第VIII因子に対する抗体を持つ患者の出血の治療には、活性化第VII因子の注入が行われる。

### 口腔症状
口腔症状は複数部位からの頻繁な出血で特徴づけられ、抜歯後の歯肉出血としてよく見られる。症状は血友病の重症度に依存している。重症血友病の場合、患者は生涯を通じて複数の口腔内出血に悩まされる可能性がある。血友病患者は日常的な処置が命に関わることになる可能性があるため、特別な患者群として扱われる。すべての血友病患者の約14%、軽症の血友病症例の30%が重篤な口腔内出血後に早期診断が行われている。最も一般的な出血部位は唇小帯と舌である。

## 遺伝学

X染色体連鎖劣性遺伝

血友病AはX染色体連鎖型の劣性遺伝する形質である。女性で発症するのはホモ接合型となった場合のみであり、血友病の男性と血友病またはキャリアの女性の間の娘でのみみられる。しかし、X染色体の不活性化のために軽症の血友病Aがヘテロ接合型の女性でも生じることが知られている。そのため、キャリアである可能性がある場合、手術や他の重大な出血を伴う事象の前には第VIII因子と第IX因子のレベルを測定しておくことが推奨される。
血友病Aの人々の約5–10%は機能不全型の第VIII因子が産生されることが原因であり、残りの人々は十分な量の第VIII因子が産生されないことが原因である。重症欠乏症（第VIII因子の活性が1%以下であることで定義される）の人々の45–50%で同じ変異が生じており、第VIII因子の遺伝子内の逆位によりタンパク質の産生が完全に消失している。
血友病はさまざまな変異によって生じる可能性があるため、初期診断と分類は遺伝子診断ではなくタンパク質の測定によって行われる。しかし、血友病の症例が特定された後の家族の遺伝子診断は推奨されている。患者の約30%には家族歴がなく、新規の変異によって生じていると推測される。

## 診断

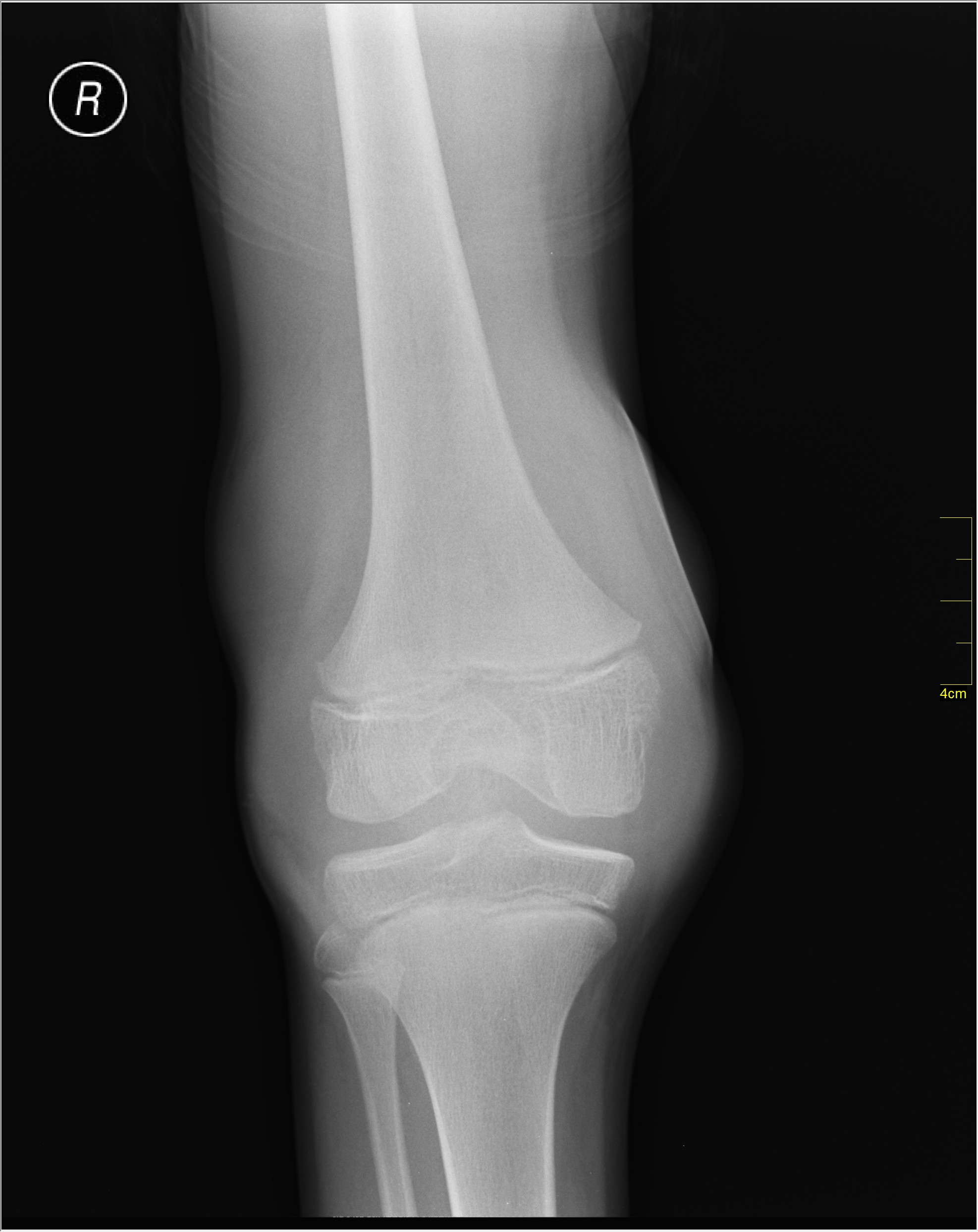
血友病性関節症のX線像

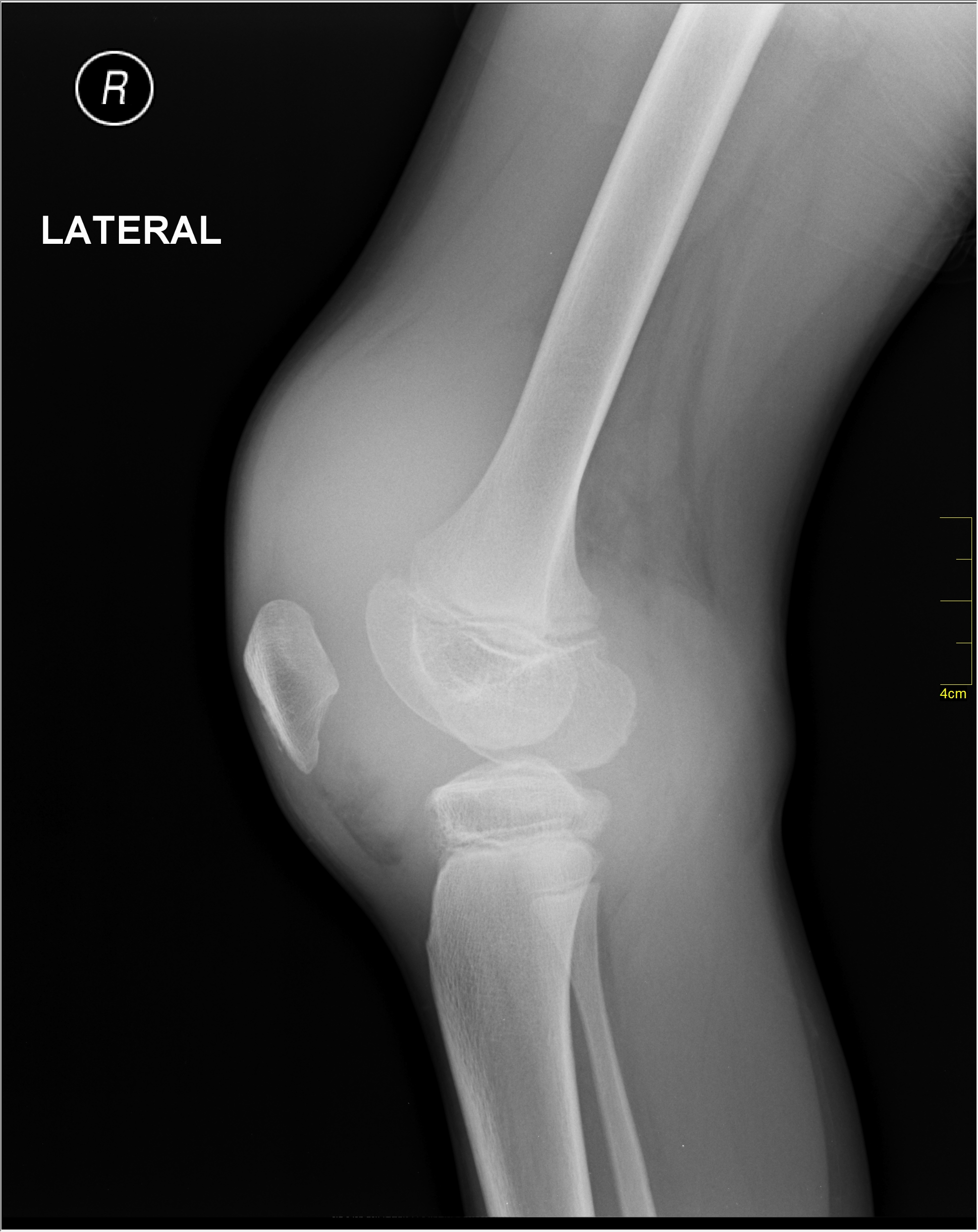
血友病性関節症のX線像、側面

血液凝固検査において、プロトロンビン時間（PT）と出血時間が正常で部分トロンボプラスチン時間（PTT）の延長がみられる場合に血友病が疑われる。PTT検査は、血友病が示唆される場合に最初に行われる検査である。しかし、診断が行われるのは第VIII因子のレベルが極めて低い場合のみである。家族歴が存在する頻度は高いが、必須ではない。近年では、血友病を発症したり受け継いだりしているリスクを調べるために、遺伝子検査が利用される。血友病Aの診断は重症度の診断も伴っており、血中で検出される活性型で機能的な第VIII因子の量に応じて軽症から重症の診断がなされる。第VIII因子のレベルは一般的には個人の生涯を通じて変化しない。重症の血友病Aが最も一般的で、患者の大部分を占める。軽症の血友病では、重篤な外傷、抜歯、手術などの場合を除き、出血症状はほとんどまたは全く見られないことも多い。

### 重症度
多くの異なる変異が血友病Aを引き起こすことが知られており、第VIII因子の遺伝子の変化やその結果生じるタンパク質の変化はさまざまである。血友病を抱える人もある程度の活性型凝固因子を持っていることも多い。活性型因子が正常レベルの1%以下の人は重症血友病に分類され、1–5%は中等症、5–40%は軽症に分類される。

### 鑑別診断
最も一般的な鑑別診断は、第IX因子の欠乏症である血友病Bと、第VIII因子の適切な機能に必要なvon Willebrand因子の欠乏症であるvon Willebrand病の2つであるが、血友病Cも考慮される。

## 治療

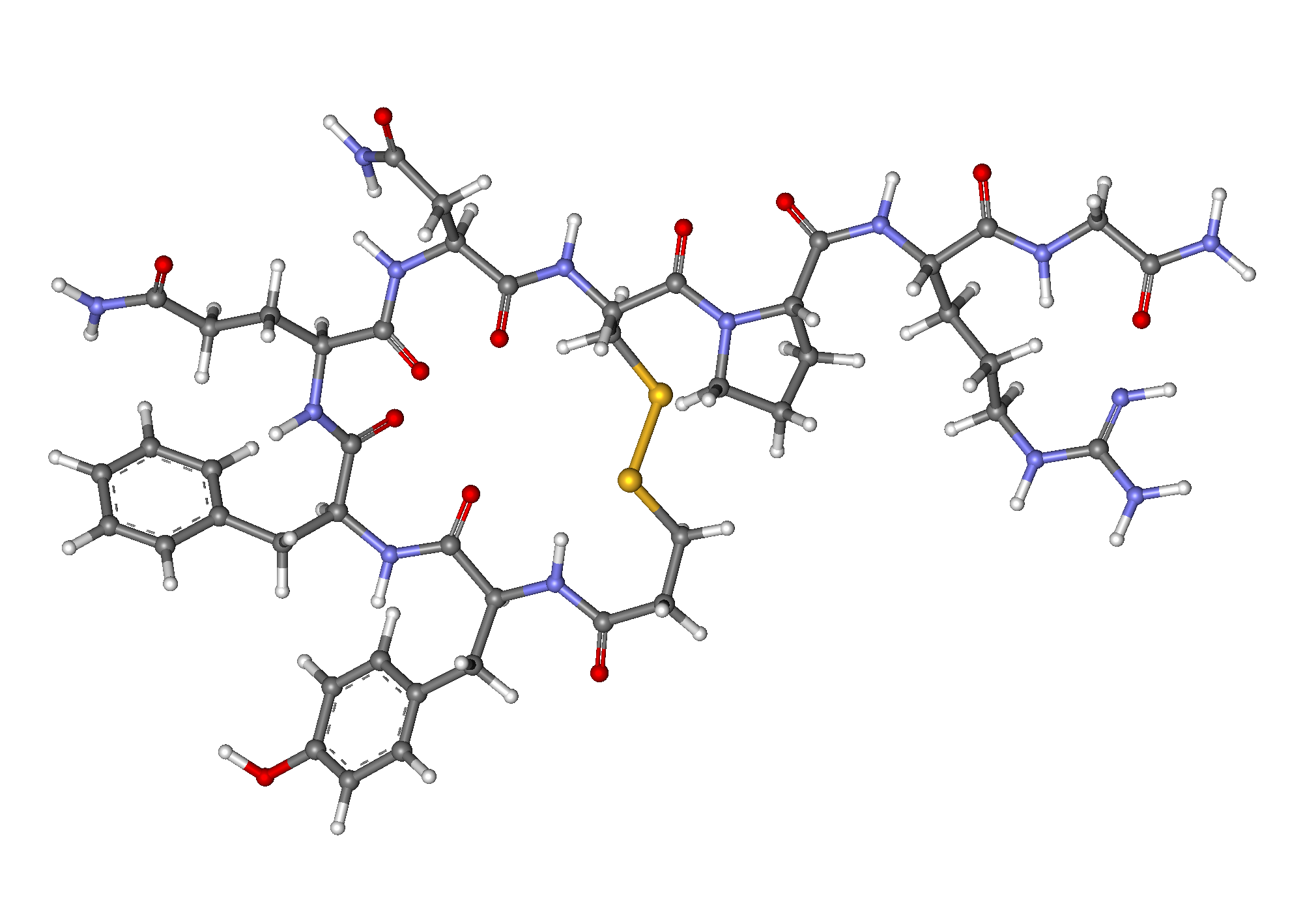
デスモプレシン

重症血友病の人の大部分では、組換えまたは血漿濃縮第VIII因子製剤の静脈注射による定期的な補充療法が必要となる。予防的治療の計画はきわめて多様であり、個別の状況に応じて決定される。小児の場合、外傷を伴う静脈カニューレ挿入を最小化するため、容易にアクセス可能な静脈ポートの埋め込みが必要となる場合がある。こうした装置によって、週に何度も注射のために静脈を探す必要がなくなる。しかし、こうした装置によるリスクも存在し、最も問題となるのは感染症である。研究によって異なるものの、一部では感染率が高くなることが示されている。こうした感染症は通常抗生物質の静脈注射によって治療されるが、時には装置の除去が必要となる。また、他の研究ではカテーテルの先端で血栓が形成され、使用不能になるリスクがあることも示されている。重症血友病の一部や、中等症から軽症の血友病の大部分では定期的な予防治療は行われず、必要時にのみ治療が行われる。軽症血友病では多くの場合、血管壁に貯蔵されている第VIII因子を放出する薬剤であるデスモプレシンによる疾患管理が行われる。

### 歯科での考慮事項
下歯槽神経ブロックは筋肉内への出血や臼歯後隙や翼突下顎隙での血腫による気道の問題のリスクがあるため、適切な補充療法によって凝固因子のレベルが上昇した後でのみ行われるべきである。下顎神経ブロックの代わりに歯根膜内注射や骨内注射も考慮されるべきである。アルチカインは下顎臼歯の麻酔のために頬側浸潤によって利用されている。舌側浸潤は血管が豊富な部位への注入となり、また針が骨に隣接していないため、適切な因子の補充が必要となる。

### 遺伝子治療
2017年12月、血友病Aの治療のために新たな遺伝子治療が利用されたことが報告された。

## 予後
オランダの2つの研究では、血友病患者の長期間の追跡が行われている。どちらの研究でも血友病患者ではウイルス感染症が一般的にみられ、輸血を頻繁に行うためにHIV、B型肝炎、C型肝炎など血液感染する感染症にかかるリスクが高いことが示された。1992年から2001年まで患者を追跡した最新の研究では、男性の平均余命は59歳であった。既知のウイルス感染症を除いた場合の平均余命は72歳で、一般集団の平均余命に近い値である。死因となった症例の26％がAIDSで、22％がC型肝炎である。

## 疫学
血友病Aは男性5,000人に1人の割合で出現し、一方血友病Bは男性30,000人に1人の割合である。そのため、血友病の85%が血友病Aであり、15%が血友病Bである。

## 関連文献
- Casana, P.; Cabrera, N.; Cid, A. R.; Haya, S.; Beneyto, M.; Espinos, C.; Cortina, V.; Dasi, M. A. et al. (2008-07-01). “Severe and moderate hemophilia A: identification of 38 new genetic alterations” (英語). Haematologica 93 (7):  1091–1094. doi:10.3324/haematol.12344. ISSN 0390-6078. PMID 18403393.
- Roberts, Harold R. (2008-04-15) (英語). Haemophilia and Haemostasis: A Case-based Approach to Management. John Wiley & Sons. ISBN 9780470766439 2016年7月8日閲覧。
- Collins, Peter; Baudo, Francesco; Huth-Kühne, Angela; Ingerslev, Jørgen; Kessler, Craig M; Castellano, Maria E Mingot; Shima, Midori; St-Louis, Jean et al. (7 June 2010). “Consensus recommendations for the diagnosis and treatment of acquired hemophilia A”. BMC Research Notes 3:  161. doi:10.1186/1756-0500-3-161. ISSN 1756-0500. PMC 2896368. PMID 20529258.
- Coppola, Antonio; Windyga, Jerzy; Tufano, Antonella; Yeung, Cindy; Di Minno, Matteo Nicola Dario (9 February 2015). “Treatment for preventing bleeding in people with haemophilia or other congenital bleeding disorders undergoing surgery” (英語). Cochrane Database of Systematic Reviews (2):  CD009961. doi:10.1002/14651858.cd009961.pub2. PMID 25922858.
- Kellogg, TF (November 1974). “Steroid balance and tissue cholesterol accumulation in germfree and conventional rats fed diets containing saturated and polyunsaturated fats.”. Journal of Lipid Research 15 (6):  574–9. ISSN 0253-0716. PMID 4430880.
- Armstrong, Elina; Hillarp, Andreas (2014). “Assay discrepancy in mild haemophilia A”. European Journal of Haematology. Supplementum 76:  48–50. doi:10.1111/ejh.12374. ISSN 0902-4506. PMID 24957107.